# Филип Арабљанин
Марко Јулије Филип (лат. Marcus Iulius Philippus; рођен око 204 − умро 249. године), познат под именом Филип Арабљанин, био је римски цар од 244. до 249. године.

## Младост и порекло
Рођен је у Шаби, око 80 километара јужно од Дамаска, у римској провинцији Сирији. Његов родни град, касније преименован у Филипополис, лежао је унутар Аурантиса, арапског округа који је у то време био део римске провинције Арабије. Историчари прихватају да је Филип заиста био етнички Арап. Био је син Јулија Марина, римског грађанина. Име његове мајке није познато, али је имао брата Гаја Јулија Приска који је служио у преторијанској гарди под царем Гордијаном III.

## Политичка каријера
243. године, док је Гордијан III ратовао против персијског цара Шапура, преторијански префект Тимеситеј умро је под неразјашњеним околностима. Филип је на наговор свог брата постао нови преторијански префект. После битке са Персијанцима, Гордијан је умро под неразјашњеним околностима (између 13. јануара и 14. марта 244. године), а Филип је проглашен за цара. Док неки тврде да је Филип ковао заверу о његовом убиству, други извештаји (укључујући и онај који долази са персијске тачке гледишта) наводе да је Гордијан погинуо у борби. Био је свестан да се мора вратити у Рим да би осигурао своју позицију, поготову пред сенатом. Склопио је мир са Шапуром и кренуо према Риму, где је потврђен као август, а његов син је добио титулу цезара. У Рим је стигао средином 244. године.
Између 245. и 247. Филип Арабљанин је успешно предводио рат против Карпа.
Германска племена су нападала Панонију, а Готи су угрозили Доњу Мезију. Они су доживели пораз 248. године, али се ипак појавило незадовољство у римској војсци, понајвише зато што војници нису били награђени како су сматрали да заслужују. Прво је дошло до устанка Пакатина. Да би спречио ову побуну, Филип је именовао Деција Трајана за управника Доње Мезије. Да би ствар била још гора, на Истоку се побунио Јотапијан, због великог пореза којим су биле оптерећене источне провинције.

## Хиљаду година Рима
У априлу 248. године, Филип је почео прославу прве хиљадугодишњице Рима, који је по традицији био основан 753. п. н. е. По свим извештајима, била је то раскошна прослава и укључивала је занимљиве јавне игре ludi saeculares и позоришне представе.
Али, упркос свему, незадовољство у војсци је расло. Деције Трајан је био проглашен за цара. То су учиниле легије које су браниле Дунавски лимес. У пролеће 249. Деције Трајан је сместа кренуо према Риму. Дошло је до битке код Вероне или код Бероје у лето те године. Деције је победио и Филип је био убијен, највероватније од руку сопствених војника који су желели да се умиле победнику и новом цару. Чим су вести о томе стигле у Рим, Филипов син и предодређени наследник је такође био убијен. Филипову смрт треба датовати у септембар или октобар 249. године.

## Филип, први хришћански цар?
Доцнија традиција, коју најбоље представља Јевсевије из Цезареје, сматрала је да је Филип био хришћанин. Он је, међутим, учествовао у паганским свечаностима, а мишљење о његовом хришћанском веровању је могло настати зато што је Филип Арабљанин према хришћанима био толерантан.